# Increíblemente sola
Increíblemente sola fue una telenovela argentina emitida en 1985 por (Canal 9), protagonizada por Cecilia Maresca y Adrián Martel.

## Guion
La telenovela fue dirigida por Tato Pfleger y fue escrita por Jorge Maestro y Sergio Vainman, autores prolíficos del género en la década de 1980 Dar el alma, Gente como la gente, Cara a Cara y Yolanda Luján.

## Cortina musical
- Silvio Rodríguez interpreta "Por quien merece amor" apertura de "Increíblemente sola" en Youtube

## Elenco
El elenco estuvo conformado, entre otros, por Pachi Armas, Antonio Caride, Ivonne Fournery, Marta Gam, Adela Gleijer, Carlos La Rosa, Gustavo Luppi, Héctor Nogues, Joaquín Piñón, Claudia Rucá, Lita Soriano y Crina Villega.